# Claudius Aelianus
Claudius Aelianus (grekiska: Κλαύδιος Αἰλιανός), född cirka 175 i Praeneste (nu Palestrina) utanför Rom, död cirka 235, var en romersk författare som skrev på grekiska. Han verkade under Septimius Severus men tycks ha överlevt Heliogabalus. Trots att han bodde hela sitt liv i Italien föredrog han grekiska och skrev en något ålderdomlig sådan. Han talade språket så perfekt att han kallades "honungstungan" (meliglossos). 
Inte mycket är säkert om Aelianus liv. Enligt den bysantinska encyklopedin Suda var han förutom författare även sofist och präst. Filostratos nämner att han började skriva böcker när han insåg att han inte var bra på att hålla tal för allmänheten. Denne berättar även att han aldrig reste utanför Italien, att han aldrig gifte sig och att han dog vid 60 års ålder.
Aelianus skrev ett fördömande av en härskare han kallade Gynnis (troligtvis kejsar Heliogabalus) kort efter dennes död. Det är dock två andra verk av honom som har bevarats till idag. Dessa arbeten är värdefulla för de många citaten ur verk av tidigare författare som annars skulle gått helt förlorade, och för oväntade glimtar från den grekisk-romerska världen:  
- De Natura animalium (Περί Ζώων Ιδιότητος) Berättelser om djur, 17 böcker, delvis bevarade i korta utdrag, med berättelser och sägner om djur, ibland valda för sitt sedelärande innehåll, andra gånger för att de är uppseendeväckande.
- Varia Historia (Ποικίλη Ιστορία), Blandade historier, är en blandning av anekdoter och biografiska skisser i 14 böcker. Den består av anekdoter om märkvärdigheter i naturen, små historier om kända grekiska filosofer, poeter, historiker och dramatiker samt myter.